# 米斯利納
51°18′46″N 24°40′0″E / 51.31278°N 24.66667°E
米斯利納（烏克蘭語：Мислина），是烏克蘭的村落，位於該國西部沃倫州，由科韋利區負責管轄，面積0.01平方公里，海拔高度170米，2001年人口42，人口密度每平方公里3,500人。